# Social virksomhed
En social virksomhed er en virksomhed, der er missionsdrevet frem for profit-maksimerende. Europa-Kommissionen karakteriserer en social virksomhed, som en virksomhed der: 
1. Har som primært mål at skabe social succes frem for at generere overskud for ejere og aktionærer.
2. På en innovativ og entreprenant måde opererer på markedet med produktion af varer eller tjenesteydelser.
3. Bruger overskud til hovedsageligt at nå sociale mål.
4. Ledes af sociale iværksættere på en ansvarlig og gennemsigtig måde, navnlig ved at inddrage relevante medarbejdere, kunder og interessenter.

## Kapital målrettet sociale virksomheder
I Storbritannien, Frankrig, Holland og Tyskland har der længe eksisteret en række sociale investeringsfonde, der investerer mange millioner euro i sociale virksomheder. I Danmark er venture kapital til sociale virksomheder endnu et ret nyt fænomen. I 2012 blev den første sociale kapitalfond lanceret med 25 millioner kr i startkapital fra Trygfonden.

## Politisk fokus på sociale virksomheder
I Danmark er sociale virksomheder blandt andet blevet promoveret politisk af Mette Frederiksen (S) som alternativ til passiv forsørgelse. Maarten van Engeland, formand for Det Nationale Netværk af Virksomhedsledere, har kaldt Frederiksens støtte et skråplan. I forbindelse med finanslovsforhandlingerne i 2013, nedsatte Enhedslisten og regeringen et kommissorium med henblik på at undersøge barrierer for etablering og udvikling af socialøkonomiske virksomheder, samt at definere denne sociale virksomhedsform.